# Scolia
Genre
Scolia est un genre de guêpes solitaires de la famille des Scoliidae.

## Espèces présentes en Europe

### Sous-genreDiscolia
- Scolia (Discolia) hirta (Schrank, 1781)
  - Scolia (Discolia) hirta hirta (Schrank, 1781)
  - Scolia (Discolia) hirta unifasciata Cyrillo, 1787

### Sous-genreScolia
- Scolia (Scolia) anatoliae Osten, 2004
- Scolia (Scolia) asiella Betrem, 1935
- Scolia (Scolia) carbonaria (Linneus, 1767)
- Scolia (Scolia) cypria Saussure, 1854
- Scolia (Scolia) erythrocephala Fabricius, 1798
  - Scolia (Scolia) erythrocephala barbariae Betrem, 1935
  - Scolia (Scolia) erythrocephala erythrocephala Fabricius, 1798
  - Scolia (Scolia) erythrocephala nigrescens Saussure & Sichel, 1864
- Scolia (Scolia) fallax Eversmann, 1849
- Scolia (Scolia) flaviceps Eversmann, 1846
- Scolia (Scolia) fuciformis Scopoli, 1786
- Scolia (Scolia) galbula (Pallas, 1771)
- Scolia (Scolia) hortorum Fabricius, 1787
  - Scolia (Scolia) hortorum hortorum Fabricius, 1787
  - Scolia (Scolia) hortorum mendica Klug, 1832
  - Scolia (Scolia) hortorum nouveli Hamon, 1992
- Scolia (Scolia) orientalis Saussure, 1856
- Scolia (Scolia) sexmaculata (O. F. Müller, 1766)
  - Scolia (Scolia) sexmaculata consobrina Saussure, 1854
  - Scolia (Scolia) sexmaculata sexmaculata (O. F. Müller, 1766)